# Gilmer (Texas)
Gilmer ist die Bezirkshauptstadt und Sitz der Countyverwaltung (County Seat) des Upshur County im US-Bundesstaat Texas in den Vereinigten Staaten. Das U.S. Census Bureau hat bei der Volkszählung 2020 eine Einwohnerzahl von 4.843 ermittelt.

## Geographie
Die Stadt liegt im Zentrum des Countys am U.S. Highway 271 und den Highways 154 und 155 im Nordosten von Texas, ist im Norden etwa 80 Kilometer von Oklahoma und Arkansas, im Osten etwa 75 Kilometer Louisiana entfernt und hat eine Fläche von 12 km².

## Geschichte
Die Stadt wurde 1846 gegründet und nach Thomas W. Gilmer, dem 15. Marineminister der Vereinigten Staaten, der bei einem Test einer neuen Kanone auf der USS Princeton auf dem Potomac River starb, benannt.

## Demographie
Nach der Volkszählung im Jahr 2000 lebten hier 4.799 Menschen in 1.926 Haushalten und 1.300 Familien. Die Bevölkerungsdichte betrug 401,1 Einwohner pro km2. Ethnisch betrachtet setzte sich die Bevölkerung zusammen aus 75,91 % weißer Bevölkerung, 20,23 % Afroamerikanern, 0,35 % amerikanischen Ureinwohnern, 0,08 % Asiaten, 0,02 % Bewohnern aus dem pazifischen Inselraum und 1,90 % aus anderen ethnischen Gruppen. Etwa 1,50 % waren gemischter Abstammung und 4,42 % der Bevölkerung waren spanischer oder lateinamerikanischer Abstammung.
Von den 1.926 Haushalten hatten 30,1 % Kinder unter 18 Jahre, die im Haushalt lebten. 46,2 % davon waren verheiratete, zusammenlebende Paare. 17,7 % waren allein erziehende Mütter und 32,5 % waren keine Familien. 29,9 % aller Haushalte waren Singlehaushalte und in 17,3 % lebten Menschen, die 65 Jahre oder älter waren. Die Durchschnittshaushaltsgröße betrug 2,37 und die durchschnittliche Größe einer Familie belief sich auf 2,93 Personen.
25,3 % der Bevölkerung waren unter 18 Jahre alt, 7,8 % von 18 bis 24, 23,5 % von 25 bis 44, 21,6 % von 45 bis 64, und 21,8 % die 65 Jahre oder älter waren. Das Durchschnittsalter war 40 Jahre. Auf 100 weibliche Personen aller Altersgruppen kamen 83,4 männliche Personen. Auf 100 Frauen im Alter von 18 Jahren und darüber kamen 76,3 Männer.

Das jährliche Durchschnittseinkommen eines Haushalts betrug 28.487 USD, das Durchschnittseinkommen einer Familie 39.688 USD. Männer hatten ein Durchschnittseinkommen von 32.437 USD gegenüber den Frauen mit 17.910 USD. Das Prokopfeinkommen betrug 16.823 USD. 19,1 % der Bevölkerung und 15,9 % der Familien lebten unterhalb der Armutsgrenze. Davon waren 26,5 % Kinder und Jugendliche unter 18 Jahren und 21,0 % waren 65 oder älter.

## Söhne und Töchter der Stadt
- John A. Beall Jr. (1912–2000), Generalmajor der United States Army
- Doug Bragg (1928–1973), Country- und Rockabilly-Musiker
- Don Henley (* 1947), Musiker und Mitglied der Band The Eagles
- Freddie King (1934–1976), Bluesmusiker und einer der „drei Kings des elektrischen Blues“
- Jerry Norton (1931–2020), American-Football-Spieler
- Louis Wright (* 1953), American-Football-Spieler